# Dendrobium bidentiferum
Dendrobium bidentiferum är en orkidéart som beskrevs av Johannes Jacobus Smith. Dendrobium bidentiferum ingår i släktet Dendrobium, och familjen orkidéer. Inga underarter finns listade i Catalogue of Life.